# Hinges Military Cemetery
Le Hinges Military Cemetery (Cimetière militaire de Hinges) est un cimetière de la Première Guerre mondiale situé à Hinges dans le département français du Pas-de-Calais. Imaginé par William Harrison Cowlishaw, le cimetière accueille 105 victimes.

## Histoire
Le château d'Hinges fut utilisé comme quartier général par certains corps britanniques, notamment par l'armée des Indes britanniques, le 1er corps britannique et le 10e corps britannique. Ouvert en mai 1915, ce cimetière fut utilisé principalement par les ambulances de campagne (en) jusqu’en août de la même année. Il fut rouvert en avril 1918 pour un enterrement, puis, après l'armistice, des tombes y furent amenées provenant des champs de bataille à proximité du village situés à l'est.

## Victimes

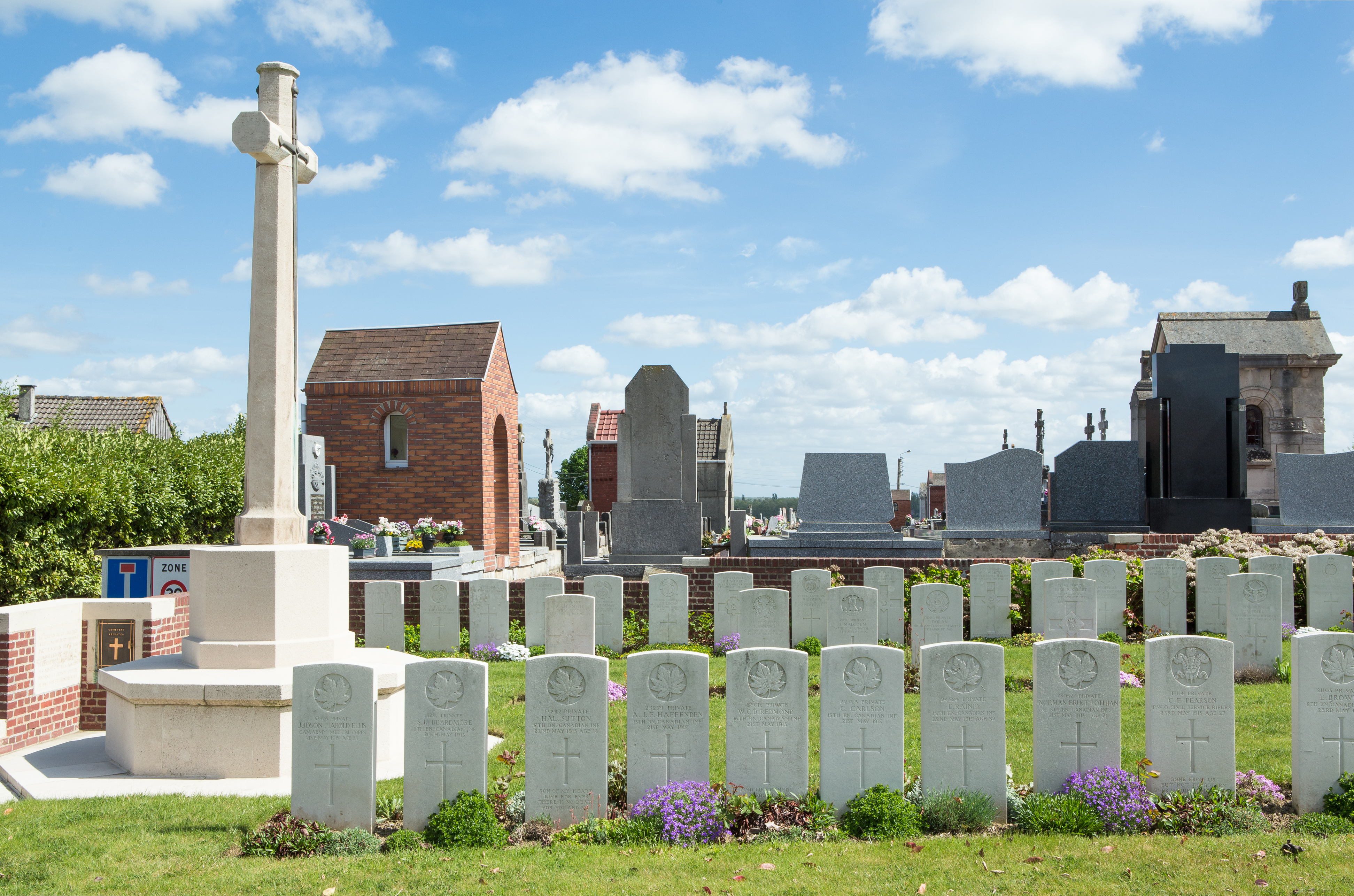
Une vue du cimetière.

Dans ce cimetière reposent 105 victimes (59 britanniques, 26 canadiennes et 20 personnes non identifiées).
Les victimes britanniques se composent de : sept membres du Royal Fusiliers, six membres du régiment du Worcestershire, cinq membres des Gordon Highlanders, quatre membres des Royal Scots Fusiliers, quatre membres du Royal Scots, trois membres du Royal Warwickshire Regiment (en), deux membres du Royal Horse Artillery, deux membres du Black Watch, deux membres du Yorkshire Regiment (en), deux membres du Northumberland Fusiliers (en), deux membres du Cameron Highlanders, deux membres du Seaforth Highlanders, 2 membres du Grenadier Guards, un membre du Prince of Wales's Own Civil Service Rifles (en), un membre du Royal Inniskilling Fusiliers (en), un membre du North Irish Horse (en), un membre du Post Office Rifles (en), un membre du Royal Engineers, un membre du Régiment royal de la Reine, un membre du King's Own Scottish Borderers, un membre du Royal Field Artillery (en), un membre du Army Service Corps (en), un membre du Highland Light Infantry, un membre du Border Regiment, un membre du Loyal North Lancashire Regiment (en), un membre du Scots Guards, un membre du Cameronians, un membre du Bedfordshire Regiment (en) et un membre du King's Regiment (en).
Les victimes canadiennes se composent de : 22 membres de l'armée canadienne, un membre du Royal Canadian Dragoons, un membre du Canadian Engineers (en), un membre du Régiment royal de l'Artillerie canadienne et un membre du Canadian Army Medical Corps (en).

## Pour approfondir